# Prostitution de rue

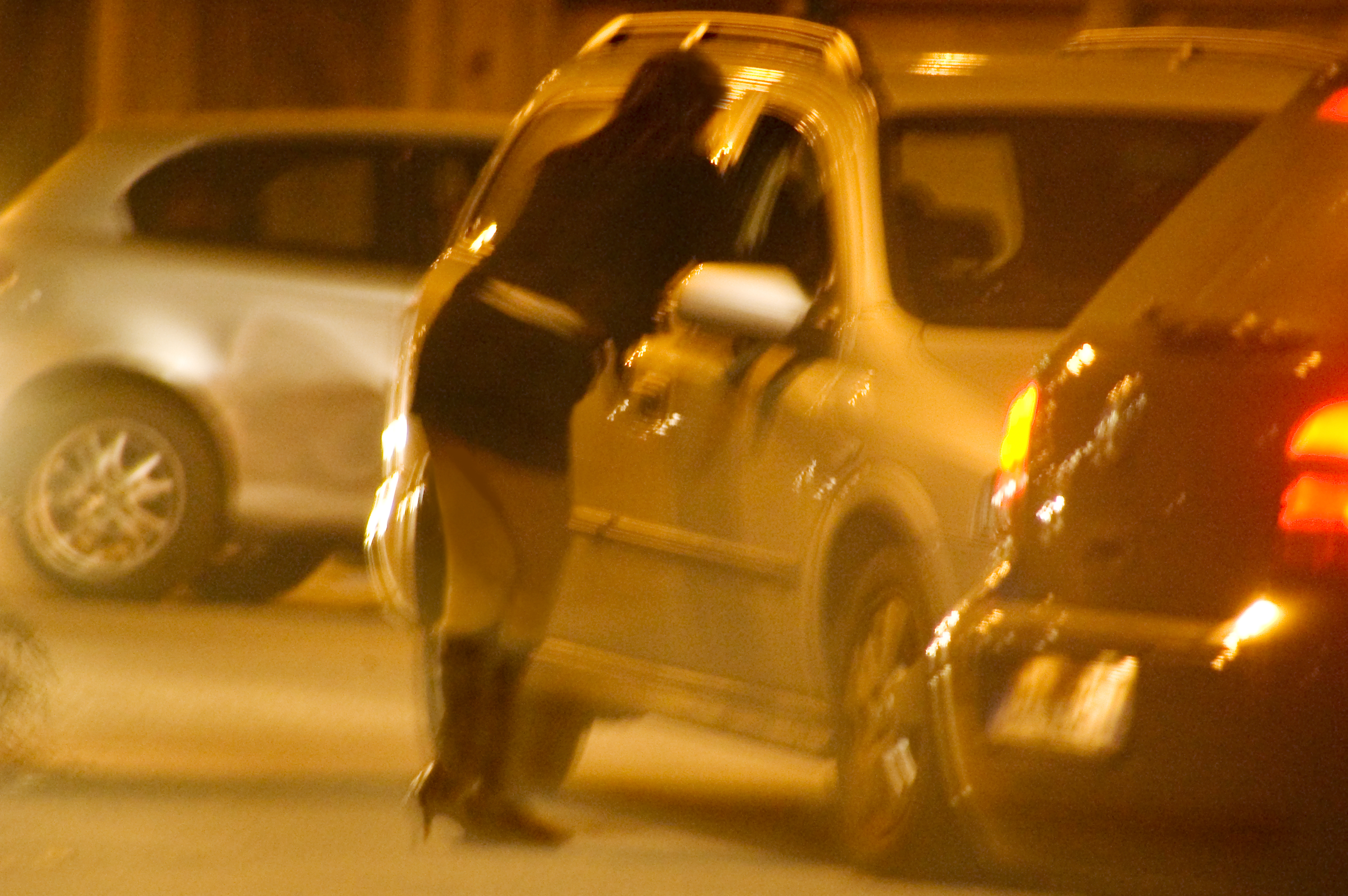
Une prostituée parle à un client potentiel, 2005

La prostitution de rue est une forme de travail du sexe dans laquelle un travailleur du sexe sollicite des clients dans un lieu public, le plus souvent une rue, en attendant au coin des rues ou en marchant le long d'une rue, mais aussi dans d'autres lieux publics comme les parcs, les bancs, etc. Le ou la prostitué(e) de rue est souvent vêtu de manière provocante. L'acte sexuel peut être effectué dans la voiture du client, dans une rue isolée à proximité, ou à la résidence de la personne prostituée, ou encore dans une chambre de motel louée.

## Légalité
La prostitution de rue est souvent illégale, même dans les juridictions qui autorisent d'autres formes de prostitution.
On estime que seulement 10 à 20 % des travailleurs du sexe travaillent dans la rue ; cependant, on estime également que 90 % des arrestations de prostituées concernent des travailleurs de rue.
Dans certaines juridictions où la prostitution elle-même est légale, comme au Royaume-Uni, la prostitution de rue est devenue illégale.
La prostitution de rue est légale en Nouvelle-Zélande depuis une loi de 2003. En Allemagne, cela est également autorisé, mais les villes peuvent le limiter à certaines zones ou à certaines heures (les réglementations varient considérablement d'un endroit à l'autre).
Dans quatre villes des Pays-Bas, une zone spéciale (tippelzone) est désignée pour la prostitution de rue légale. La zone est souvent dans un parc d'activités, pour éviter les désagréments pour les résidents, et peut inclure un drive-in (afwerkplek). Dans la plupart des zones, les prostituées ont besoin d'un permis.

## Risques et recherche
Les prostituées de rue sont extrêmement vulnérables aux agressions physiques et sexuelles, ainsi qu'aux agressions, par des clients et des souteneurs.
L'Organisation mondiale de la santé a rapporté qu'une étude menée au Bangladesh a révélé qu'entre 50 % et 60 % des prostituées de rue avaient été violées par des hommes en uniforme et entre 40 % et 50 % avaient été violées par des clients locaux.
L'étude de Melissa Farley sur 854 prostituées dans neuf pays - Canada, Colombie, Allemagne, Mexique, Afrique du Sud, Thaïlande, Turquie, États-Unis et Zambie - a révélé que 95 % des prostituées avaient été agressées physiquement et 75 % avaient été agressées violées. 89 % des femmes interrogées ont déclaré vouloir quitter la prostitution. Cependant, la méthodologie et la neutralité des études de Farley ont été critiquées par d'autres universitaires tels que Ronald Weitzer. Weitzer a également déclaré que les conclusions de Farley étaient fortement influencées par l'idéologie féministe radicale,.
Dans une étude de 2008 sur les prostituées de rue à Chicago, aux États-Unis, les économistes Steven D.Levitt et Sudhir Alladi Venkatesh ont constaté que les femmes travaillant sans proxénète travaillent pour un taux horaire moyen d'environ 25 $ et celles qui travaillent avec des proxénètes gagnent 50 % de plus. C'est environ quatre fois le salaire des autres emplois qui leur sont offerts. Les prostituées sont arrêtées une fois toutes les 450 rencontres et chaque dixième arrestation entraîne une peine de prison.
En 2004, une étude menée au Royaume-Uni a montré que jusqu'à 95 % des femmes prostituées de rue étaient des toxicomanes, dont environ 78 % d'héroïnomanes et un nombre croissant de toxicomanes au crack.